# Cordia salicifolia
O chá-de-bugre (Cordia salicifolia, Cordia digynia ou Cordia coffeoides), também conhecido como porangaba, bugrinho, café-do-mato, café-de-bugre e chá-de-frade, é uma planta medicinal sul-americana.

## Etimologia
"Porangaba" é oriundo do tupi porã'gaba, "beleza". "Bugrinho" é o diminutivo de bugre. "Café-do-mato" e "café-de-bugre" são referências ao fato de os frutos da planta se assemelharem aos do cafeeiro. 

## Características
Árvore de copa alongada, de 8-12m de altura com tronco de 30/40 cm de diâmetro, nativa desde o nordeste até o sul do Brasil, principalmente na floresta semidecídua. Ocorre também no Paraguai. Folhas simples, totalmente desprovidas de pubescência, de 8–14 cm de comprimento. Flores pequenas, perfumadas, de cor branca, com cálice campanulado. Os frutos são bagas globosas, drupáceas, de cor vermelha, semelhantes ao fruto do cafeeiro.